# Свети Николай (пещера)
Свети Николай (на гръцки: Σπήλαιο Αγίου Νικολάου) е пещера край град Костур (Кастория), Гърция, област Централна Македония.

## Местоположение
Пещерата се намира на юг-югоизточния бряг на костурския полуостров Горица.

## Описание
Пещерата е оформена във варовици със средно-горна долноюрска възраст в Пелагонийската зона. Състои се от два коридора, чиято ширина по цялата дължина на пещерата варира от 0,60 до 5 m. Пещерата завършва с участък, който се пълни с вода от Костурското езеро. Зад този сифон пещерата вероятно продължава. Съществува и мнение, че е свързано със съседната Драконова пещера. На входа на пещерата е открита керамика от Османската епоха, както и няколко недатирани кермични фрагмента.